# Myxobolus rhinogobii
Myxobolus rhinogobii is een microscopische parasiet uit de familie Myxobolidae. Myxobolus rhinogobii werd in 1998 beschreven door Chen, in Chen & Ma. 